# Montserrat Mussons Artigas
Monstserrat Mussons Artigas (Barcelona, 4 de mayo de 1914 - 5 de marzo de 2007) fue una bibliotecaria especializada en revistas y escritora barcelonesa de literatura infantil y juvenil. Trabajó en varias bibliotecas de toda Cataluña y en la Biblioteca de Cataluña. Su obra más destacada fue el recopilatorio de cuentos infantiles Tres narracions per a infants (inédito), que recibió el galardón  de la primera edición del Premio Josep Maria Folch i Torres de novelas para chichos y chicas, en 1964. 

## Biografía

### Vida y trayectoria profesional
Montserrat Mussons nació el 4 de mayo de 1914 en Barcelona. Entre los años 1923 y 1935 estudió en la Escuela de Bibliotecarias de la ciudad condal, acabando la carrera con un catálogo colectivo de revistas de medicina en las bibliotecas catalanas.
Durante la guerra civil española, colaboró con Jordi Rubió en la preservación de archivos y fondos documentales de bibliotecas de particulares y de comunidades religiosas. Siguió su trayectoria profesional en las bibliotecas públicas de Olot durante un breve periodo en 1945, desde las cuales se trasladó a Villafranca del Panadés durante una década (1946-1956). Entre los años 1957 y 1960 también trabajó en la biblioteca de Cornellà de Llobregat, con un breve periodo en la biblioteca del barrio de Les Corts de Barcelona en 1960.
A partir de 1960 ingresó en la sección de revistas de la Biblioteca de Cataluña hasta su jubilación. Durante esta etapa, presentó la comunicación Bibliotecas en los suburbios de los grandes núcleos industriales al segundo Congreso Nacional de Bibliotecas —celebrado en Gerona en 1966— y participó en el congreso de la Federación Internacional de Asociaciones de Bibliotecarios y Bibliotecas (IFLA) de Bruselas en 1977.
De convicciones cristianas, murió el 5 de marzo de 2007 en Barcelona, a la edad de 92 años.

### Producción literaria
En paralelo a la biblioteconomía, Mussons también se dedicó a la literatura infantil y juvenil. En 1964 fue galardonada en la primera edición del Premio Josep Maria Folch i Torres de novelas para chicos y chicas por la compilación de cuentos Tres narraciones para niños. No obstante, esta obra ha permanecido inédita y solo se  publicó un fragmento, Piu Piu, en 1967 (Editorial La Galera).

## Obras
- Mussons i Artigas, Montserrat (1967 (1a ed.)). Piu Piu. Barcelona: La Galera, La Galera d'or. ISBN 8424623126.
- Mussons i Artigas, Montserrat (1968 (1a ed.)). Silenci al bosc. Barcelona: La Galera, Nous horitzons.
- Mussons i Artigas, Montserrat (1985). En Picacuques, el pollet atrevit. Andorra: Maià.